# ديوي ويبر
ديوي ويبر (بالإنجليزية: Dewey Weber)‏ هو متركمج أمريكي، ولد في 18 أغسطس 1938، وتوفي في 6 يناير 1993 في هيرموسا بيتش في الولايات المتحدة.

## وصلات خارجية
- ديوي ويبر على موقع EncyclopediaOfSurfing.com (الإنجليزية)